# Casa Ferran López
La Casa Ferran López és un edifici de Vilanova i la Geltrú (Garraf) inclosa a l'Inventari del Patrimoni Arquitectònic de Catalunya.

## Descripció
Es tracta d'un edifici entre mitgeres format per planta baixa, pis i golfes, d'una sola crugia. La façana és de composició molt senzilla, encara que mostra una tipologia propera al llenguatge modernista. A la planta baixa hi ha dues obertures amb trencaaigües esglaonat. Al primer pis hi ha, centrat, un balcó amb barana de ferro, també protegit per un trencaaigües. Una línia d'imposta amb rajoles ornamentals de ceràmica separa aquest pis del de les golfes, on hi ha dues obertures. L'edifici és coronat amb una cornisa formada per elements de maó i per una barana que tanca el terrat.

## Història
La tipologia de l'edifici permet situar-ne la data de construcció aproximadament durant els primers anys del segle xx.